# 筒井末春
筒井 末春（つつい すえはる、1934年 - ）は、日本の医学者。東邦大学名誉教授。
東京生まれ。東邦大学医学部卒業、65年医学博士。東邦大学医学部第二内科教授、80年心療内科を創設。2005年定年、名誉教授、人間総合科学大学教授・大学院研究科長、副学長。
心身症、心療内科といった精神疾患とその治療の展開に対応し薬物治療を率先しておこなった。

## 著書
- 低血圧症とその診療 金原出版 1970 (新臨床医学文庫)
- 不定愁訴 初診から管理まで 医学図書出版 1973 (成人病シリーズ)
- しのびよる管理職病 あなたは誤診されていないか 徳間ブックス 1976
- 低血圧症 初診から治療管理まで 医学図書出版 1979.8 (成人病シリーズ)
- 自律神経失調症をなおす 保健同人社 1981.2 (保健同人選書)
- 不定愁訴 心とからだはひとつ 全日本病院出版会 1982.12 (Health series
- 仮面デプレッションのすべて 新興医学出版社 1982.7 (最新医学文庫)
- ストレス グロビュー社 1983.12 (気になる症状シリーズ)
- 心身症を診る ライフ・サイエンス 1985.12 (LS practiceシリーズ)
- 一般科にみられるうつ状態とその対策 メディカルレビュー社 1988.6
- 心身症を克服する ストレス社会に生きる知恵 1988.12 (講談社健康バイブル)
- ストレス状態と心身医学的アプローチ 医療の現場から 診断と治療社 1989.5
- 心身医学的にみた更年期の臨床 閉経期症候群 新興医学出版社 1989.1 (最新医学文庫)
- 面接技法とコミュニケーション 出版研 1991.9 (Nursing select
- 治す!不眠・うつ  蝸牛社 1992.3 (ストレス・サバイバルシリーズ)
- うつ病 こころの病を治す 法研 1994.3 (名医の医書シリーズ)
- 自律神経失調症の最新治療  主婦と生活社 1996.4 (専門医シリーズ)
- 心療内科における薬物療法 その変遷と展望 新興医学出版社 1998.2
- 実地臨床に役立つうつ病治療の新しい展開 SSRIsを中心に ライフ・サイエンス 1999.6
- 更年期障害・ストレスの病態生理と診断・治療 真興交易医書出版部 2000.2 (大衆医学撰書)
- 専門医がやさしく教える低血圧 悩んでいたつらい症状を心身両面から改善する PHP研究所 2001.8
- うつと自殺 2004.4 (集英社新書)
- 専門医がやさしく教える心のストレス病 心も体もラクになるための処方箋 PHP研究所 2008.2

## 共編著
- 自律神経失調症 不定愁訴症候群を中心として 阿部達夫共著 金原出版 1967 (新臨床医学文庫)
- 心身症とは何か 石川中共著 金原出版 1975 (金原医学新書)
- 心臓神経症 プライマリ・ケアにおけるみかた 聞き手:大山修,松坂勲 金原出版 1985.6 (金原医学新書
- 心身症入門 心療内科最前線から 中野弘一共著 女子栄養大学出版部 1985.1 (栄大選書)
- 自律神経失調症 中野弘一共著 永井書店 1986.4 (今日の治療)
- うつ病の科学と健康 河野友信共編 朝倉書店 1987.3
- 心身医学入門 中野弘一共著 南山堂 1987.6
- ライフスタイルから見た心とからだの健康 平山正実共編 技術出版 1987.4
- 主婦症候群 同朋舎出版 1988.11 (メンタルヘルス・シリーズ)
- 心身医学的ケアとその実践 南山堂 1989.9
- 肥満 同朋舎出版 1989.2 (メンタルヘルス・シリーズ)
- 食行動異常 同朋舎出版 1989.4 (メンタルヘルス・シリーズ)
- 新しい睡眠薬の使い方 医薬ジャーナル社 1990.10
- 心身症へのアプローチ ストレス社会の疾病像とその対策 ライフ・サイエンス 1990.1
- 現代の慢性疾患 Follow upと生活指導のポイント 新興医学出版社 1991.4
- 抗うつ薬の進歩 医薬ジャーナル社 1992.8
- 学童・思春期の心身医学的ケア 芝山幸久共著 南山堂 1993.7
- 新心身医学入門 中野弘一共著 南山堂 1996.9
- 各科領域における抗不安薬の選び方・使い方 医薬ジャーナル社 1996.10
- 抗不安薬の新しい展開 医薬ジャーナル社 1997.6
- 心身医学からみた皮膚疾患 橋本加代子共著 新興医学出版社 1997.7
- がん患者の心身医療 小池眞規子,波多野美佳共著 新興医学出版社 1999.11